# Крестовська сільська рада
Кресто́вська сільська рада (рос. Крестовский сельский совет) — сільське поселення у складі Далматовського району Курганської області Росії.
Адміністративний центр — село Крестовка.
Населення сільського поселення становить 106 осіб (2017; 174 у 2010, 289 у 2002).

## Склад
До складу сільського поселення входять:
| Населений пункт           | Населення, осіб (2002) | Населення, осіб (2010) |
| ------------------------- | ---------------------- | ---------------------- |
| Крестовка, село           | 274                    | 166                    |
| Озеро-Казанське, присілок | 15                     | 8                      |